# Jaapia
Jaapia är ett släkte av svampar. Enligt Catalogue of Life ingår Jaapia i ordningen Boletales, klassen Agaricomycetes, divisionen basidiesvampar och riket svampar, men enligt Dyntaxa är tillhörigheten istället familjen Coniophoraceae, ordningen Boletales, klassen Agaricomycetes, divisionen basidiesvampar och riket svampar.
|        | Serpulaceae                                                             |
|        |                                                                         |
|        | Sclerogastraceae                                                        |
|        |                                                                         |
|        | Sclerodermataceae                                                       |
|        |                                                                         |
|        | Rhizopogonaceae                                                         |
|        |                                                                         |
|        | Protogastraceae                                                         |
|        |                                                                         |
|        | Paxillaceae                                                             |
|        |                                                                         |
|        | Hygrophoropsidaceae                                                     |
|        |                                                                         |
|        | Gyroporaceae                                                            |
|        |                                                                         |
|        | Gomphidiaceae                                                           |
|        |                                                                         |
|        | Gastrosporiaceae                                                        |
|        |                                                                         |
|        | Gasterellaceae                                                          |
|        |                                                                         |
|        | Diplocystidiaceae                                                       |
|        |                                                                         |
|        | Coniophoraceae                                                          |
|        |                                                                         |
|        | Boletinellaceae                                                         |
|        |                                                                         |
|        | Boletaceae                                                              |
|        |                                                                         |
|        | Amylocorticiaceae                                                       |
|        |                                                                         |
|        | Calostomataceae                                                         |
|        |                                                                         |
|        | Suillaceae                                                              |
|        |                                                                         |
|        | Tapinellaceae                                                           |
|        |                                                                         |
|        | Marthanella                                                             |
|        |                                                                         |
|        | Corneromyces                                                            |
|        |                                                                         |
|        | Corditubera                                                             |
|        |                                                                         |
| Jaapia | \| \| Jaapia argillacea \| \| \| \| \| \| Jaapia ochroleuca \| \| \| \| |
|        | \| \| Jaapia argillacea \| \| \| \| \| \| Jaapia ochroleuca \| \| \| \| |
|        | Phaeoradulum                                                            |
|        |                                                                         |
|        | Coniophoropsis                                                          |
|        |                                                                         |
|        | Jaapia argillacea                                                       |
|        |                                                                         |
|        | Jaapia ochroleuca                                                       |
|        |                                                                         |

|  | Jaapia argillacea |
|  |                   |
|  | Jaapia ochroleuca |
|  |                   |